# Bathyplotes punctatus
Bathyplotes punctatus е вид морска краставица от семейство Synallactidae.

## Разпространение и местообитание
Видът е разпространен в Нова Зеландия.
Среща се на дълбочина около 567 m, при температура на водата около 9,4 °C и соленост 35,1 ‰.